# Joseph D. Early
Joseph D. Early celým jménem Joseph Daniel Early (31. ledna 1933 Worcester, Massachusetts, USA – 9. listopadu 2012 tamtéž) byl americký demokratický politik. Studoval farní školu v rodném Worcesteru a v roce 1955 získal titul na College of the Holy Cross. V letech 1975-1993 byl reprezentantem třetí oblasti státu Massachusetts v Sněmovně reprezentantů.